# Stripstandbeelden Middelkerke

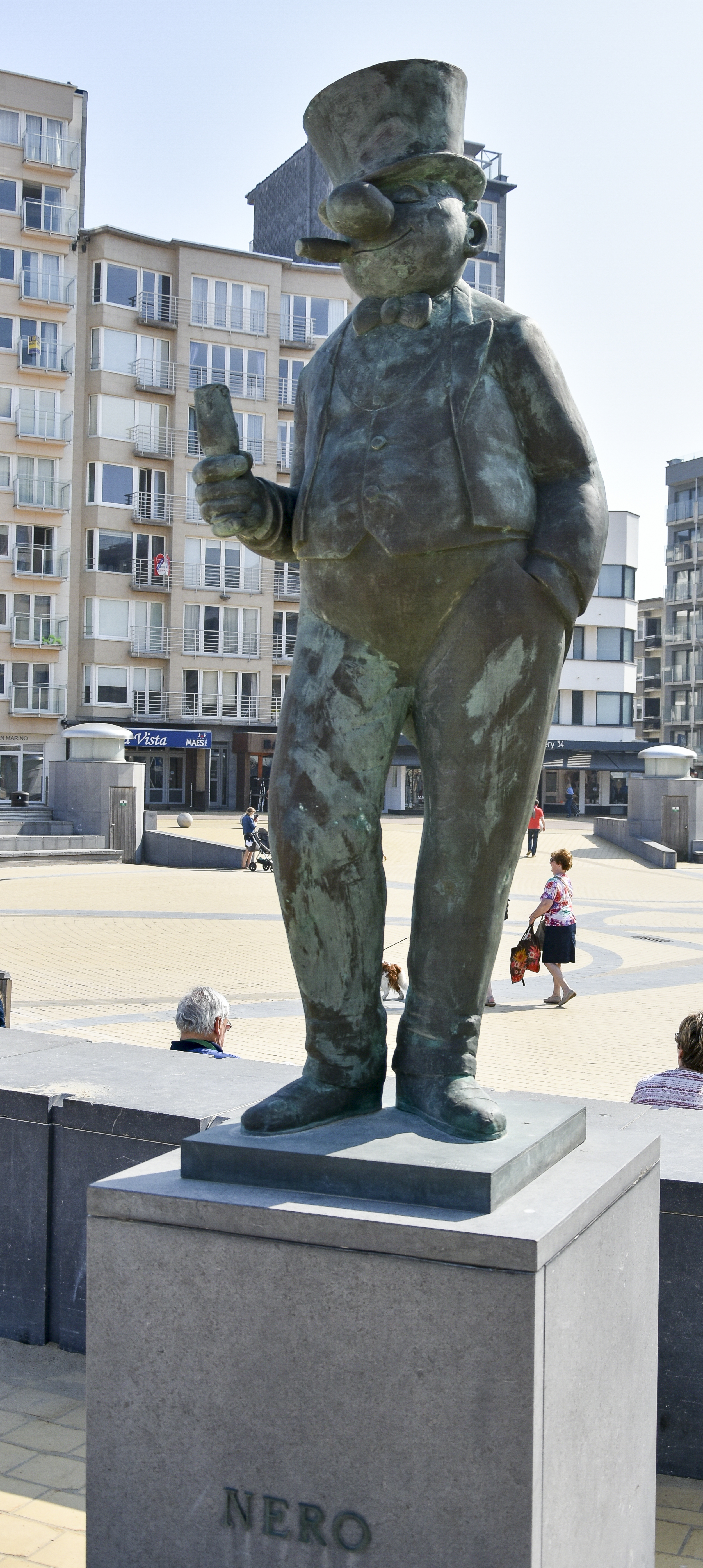
Nero

De stripstandbeelden in de Belgische badplaats Middelkerke zijn achttien standbeelden van bekende Belgische stripfiguren. Ze staan op de dijkpromenade en illustreren het jaarlijks gehouden Stripfestival Middelkerke dat in 1987 werd opgestart. De beelden zijn gemaakt door Luc Couwenberghs, Luc Madau, Monique Mol, Valeer Peirsman en Josyane Vanhoutte.

## Galerij

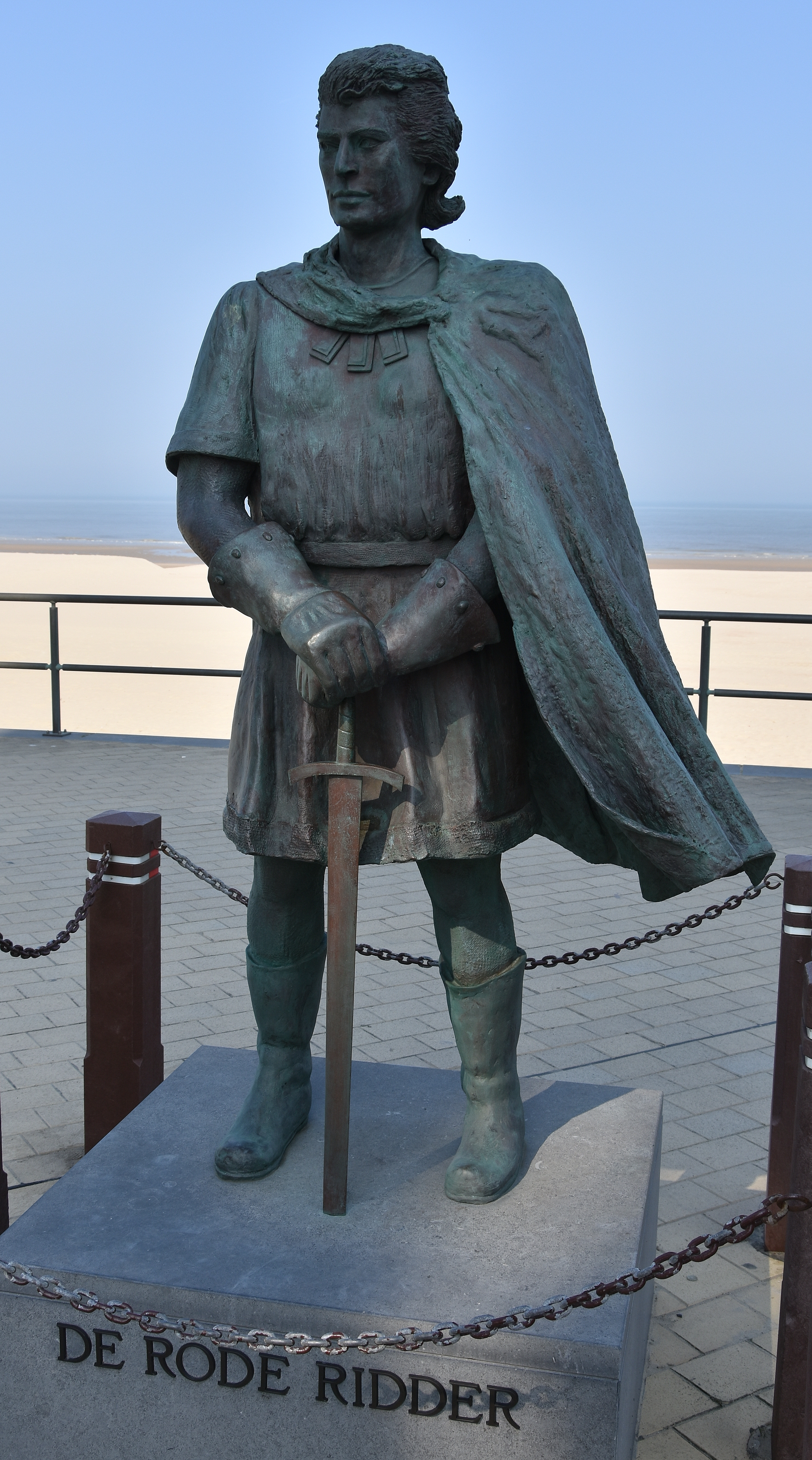
De Rode Ridder (Vanhoutte)
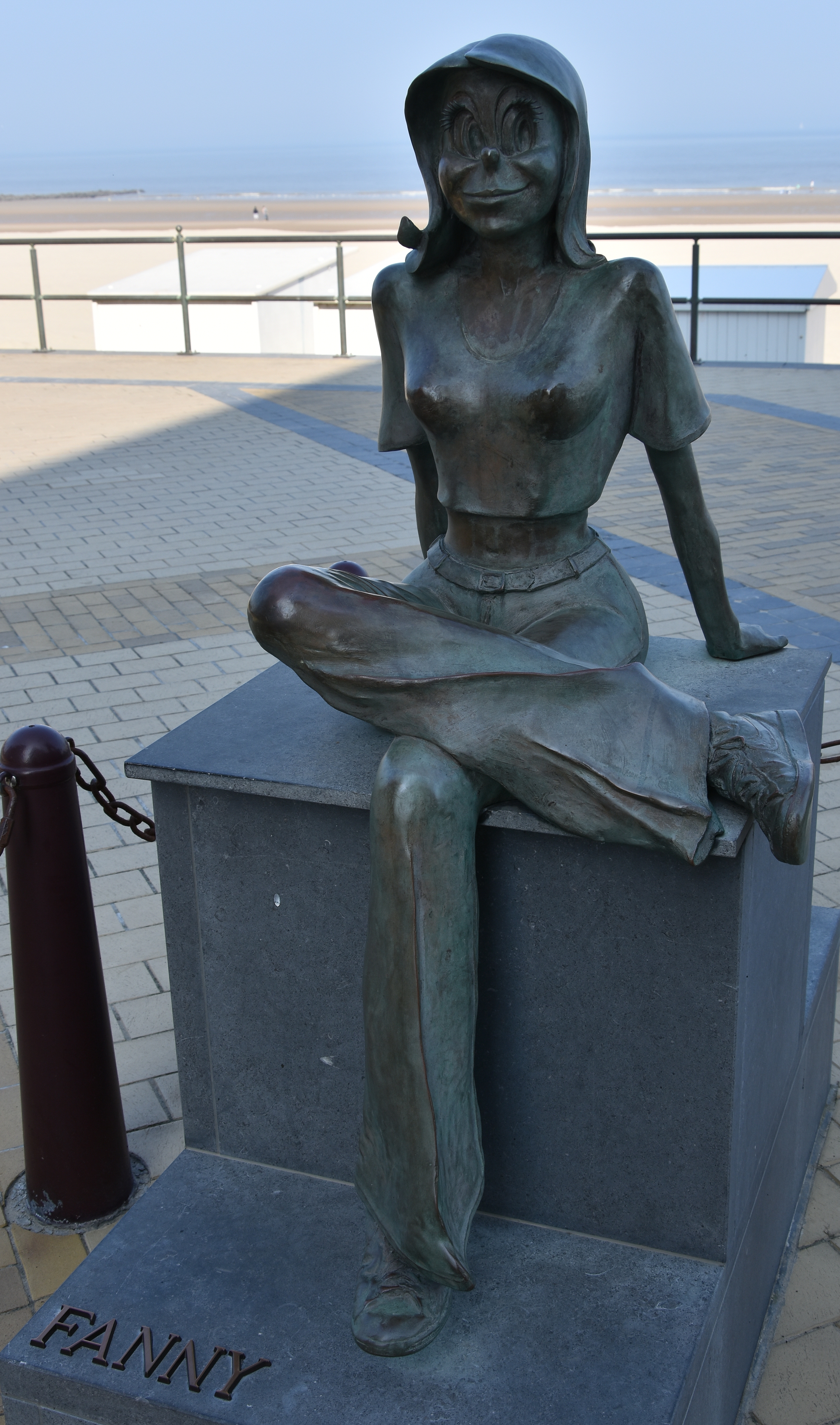
Fanny Kiekeboe  (Vanhoutte)
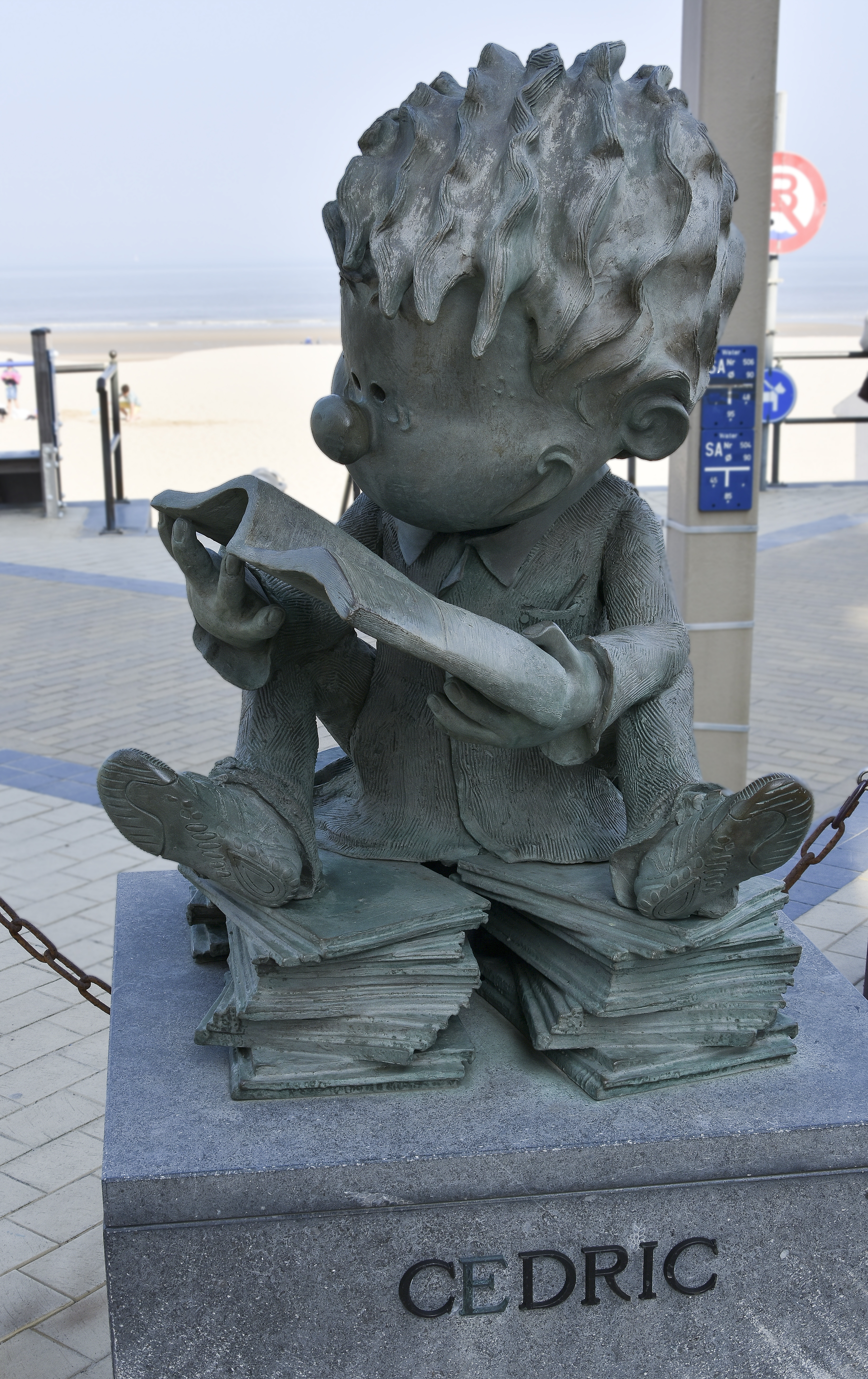
Cédric  (Vanhoutte)
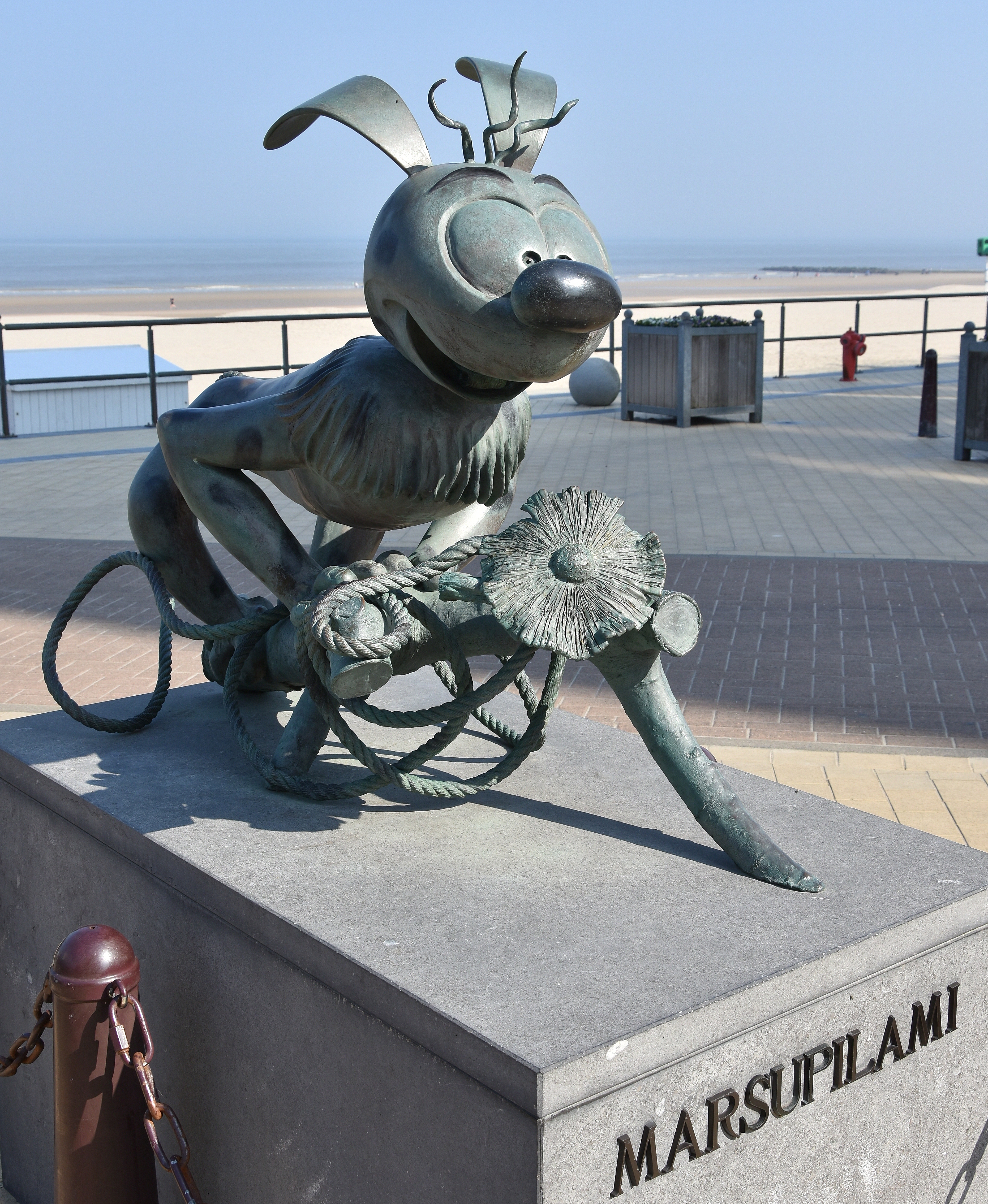
Marsupilami  (Vanhoutte)
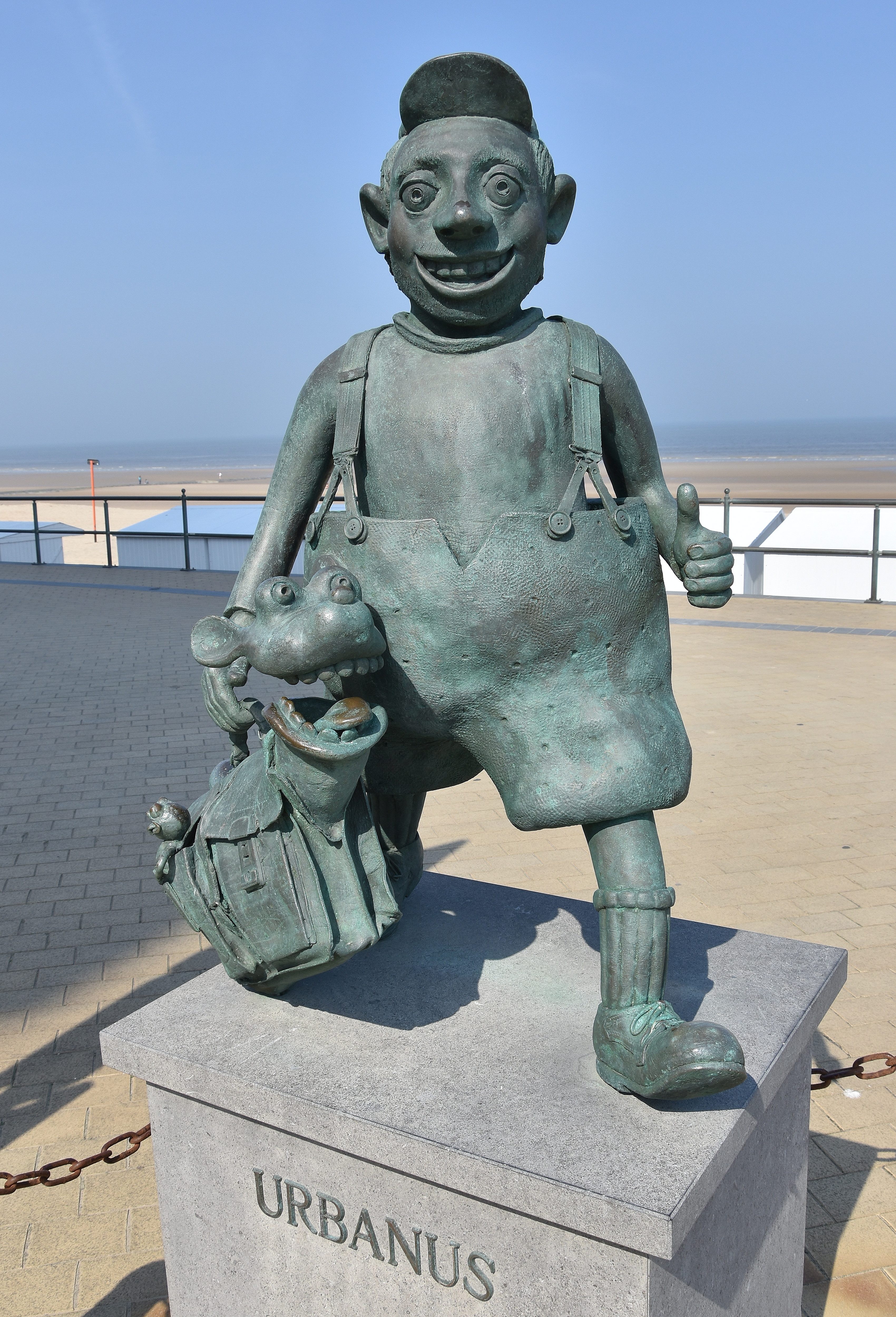
Urbanus, Nabuko Donosor en Amedee (Cauwenberghs)
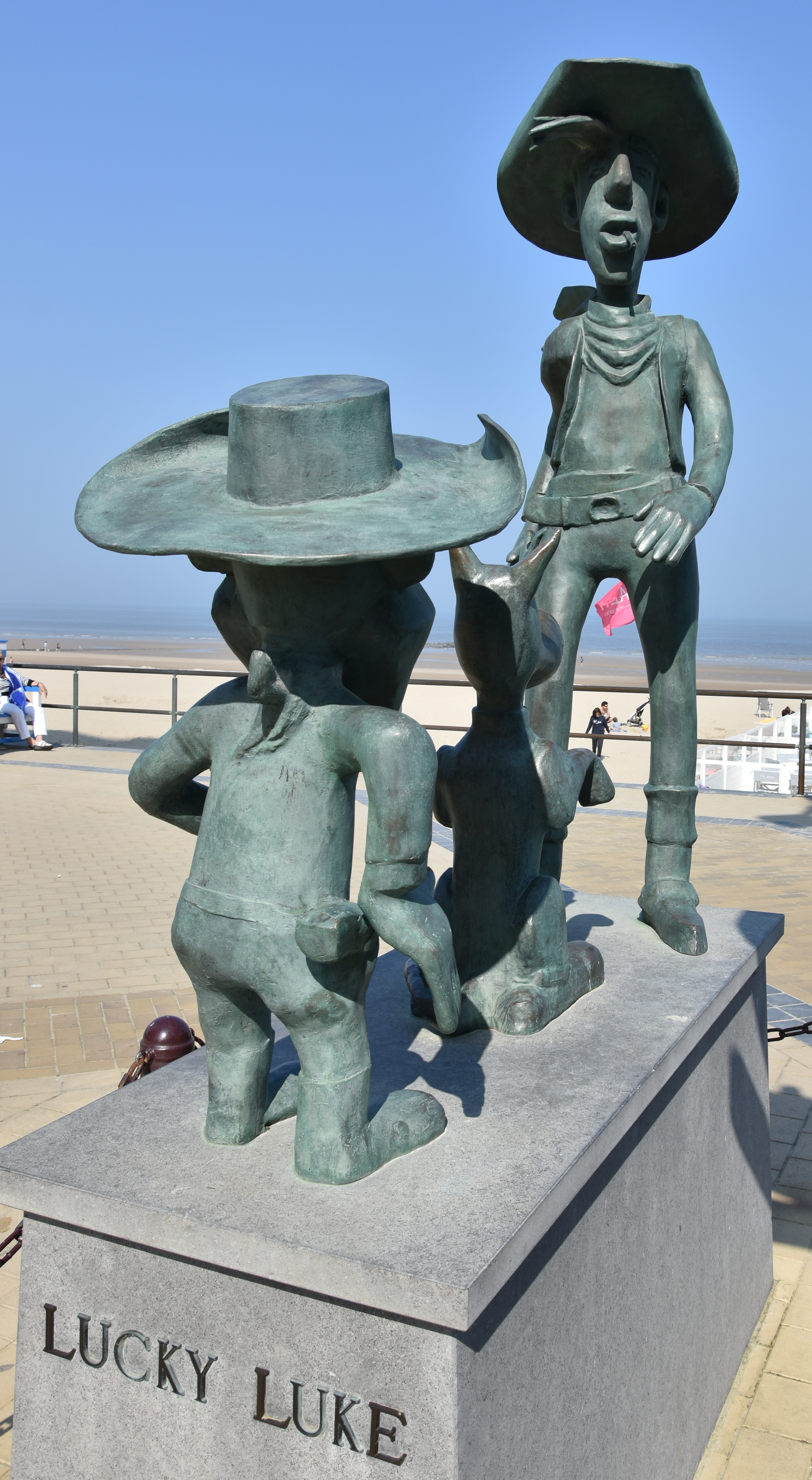
Lucky Luke, Rataplan en Joe Dalton (Madou)
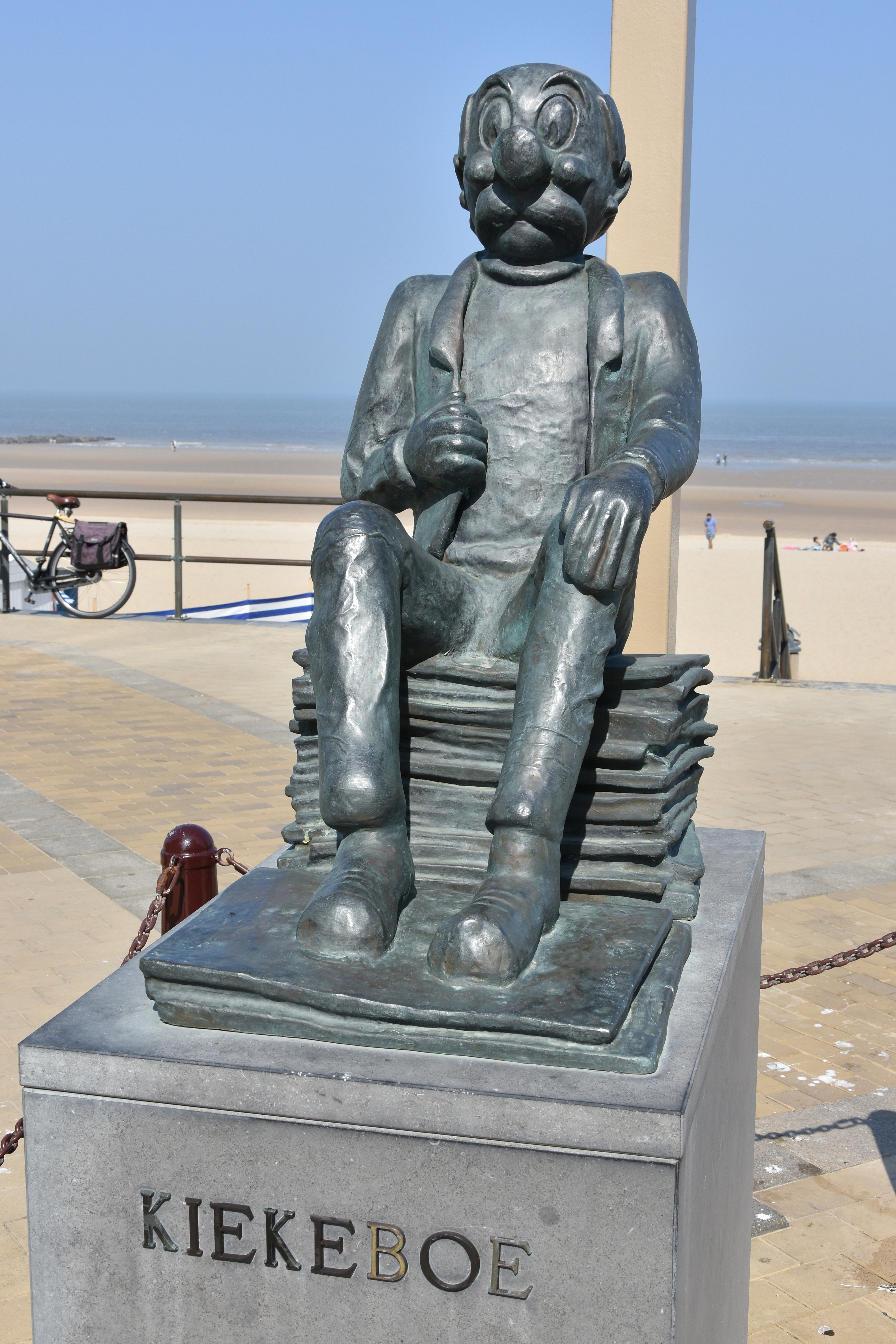
Marcel Kiekeboe (Madou)
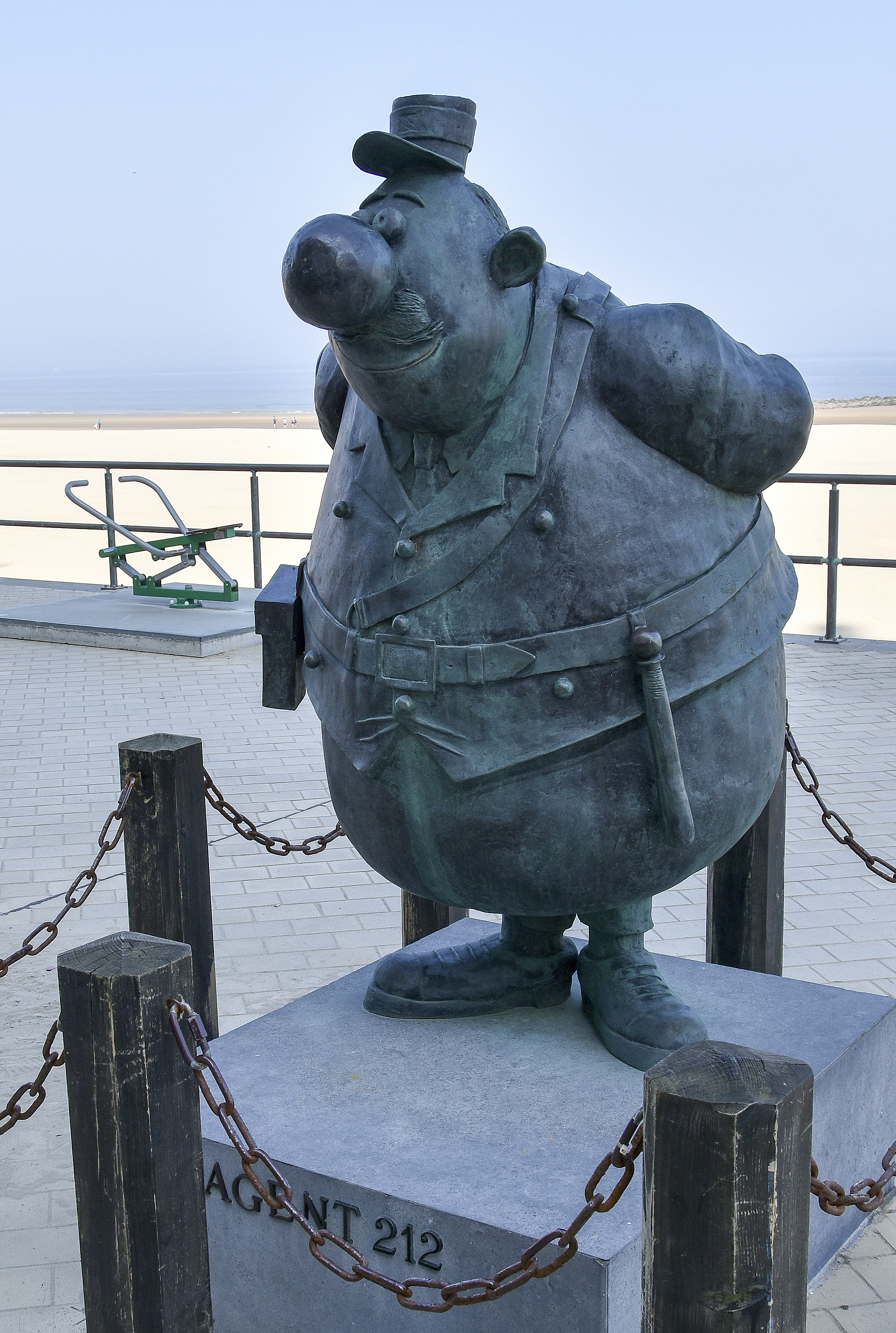
Agent 212 (Mol)
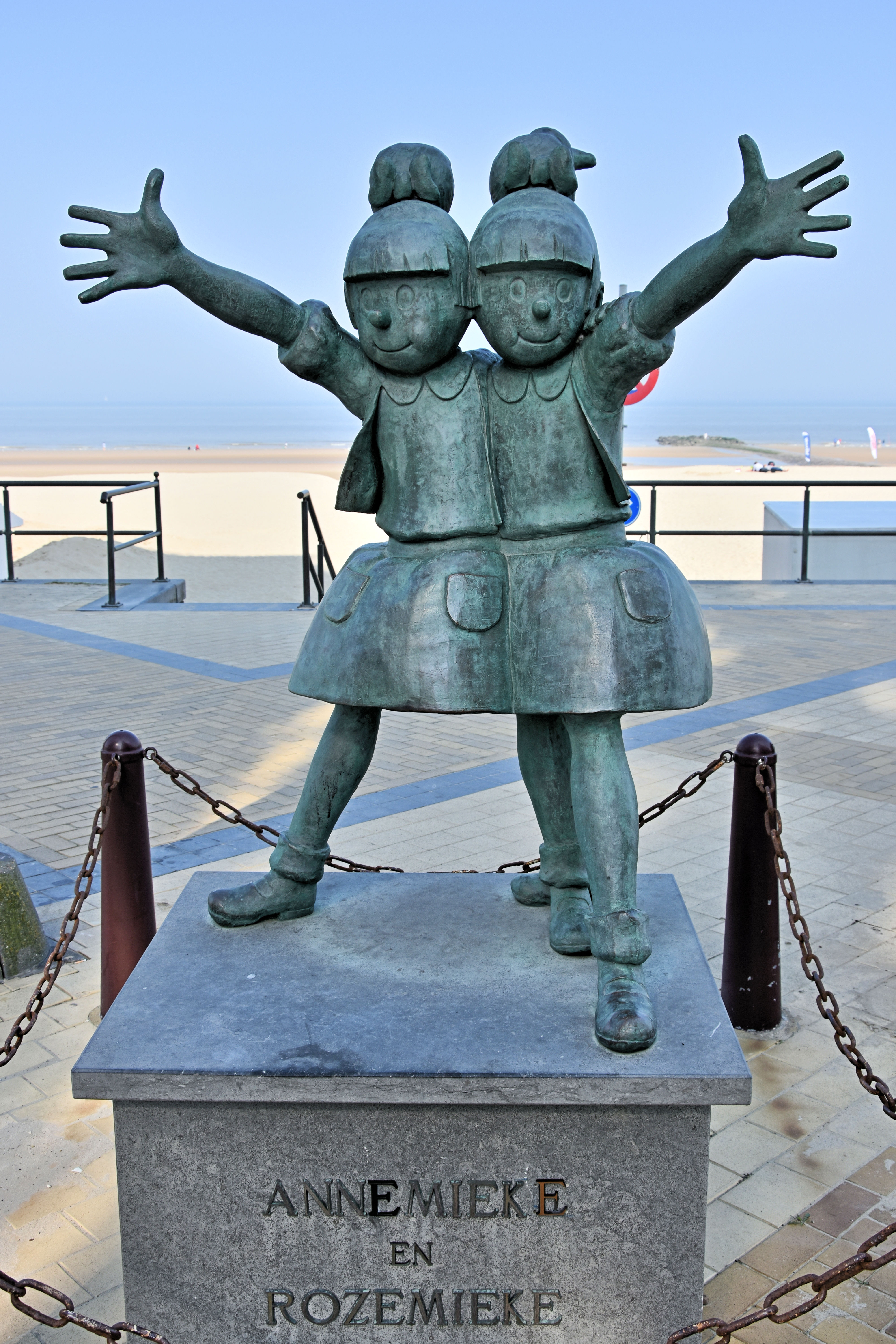
De Miekes (Mol)
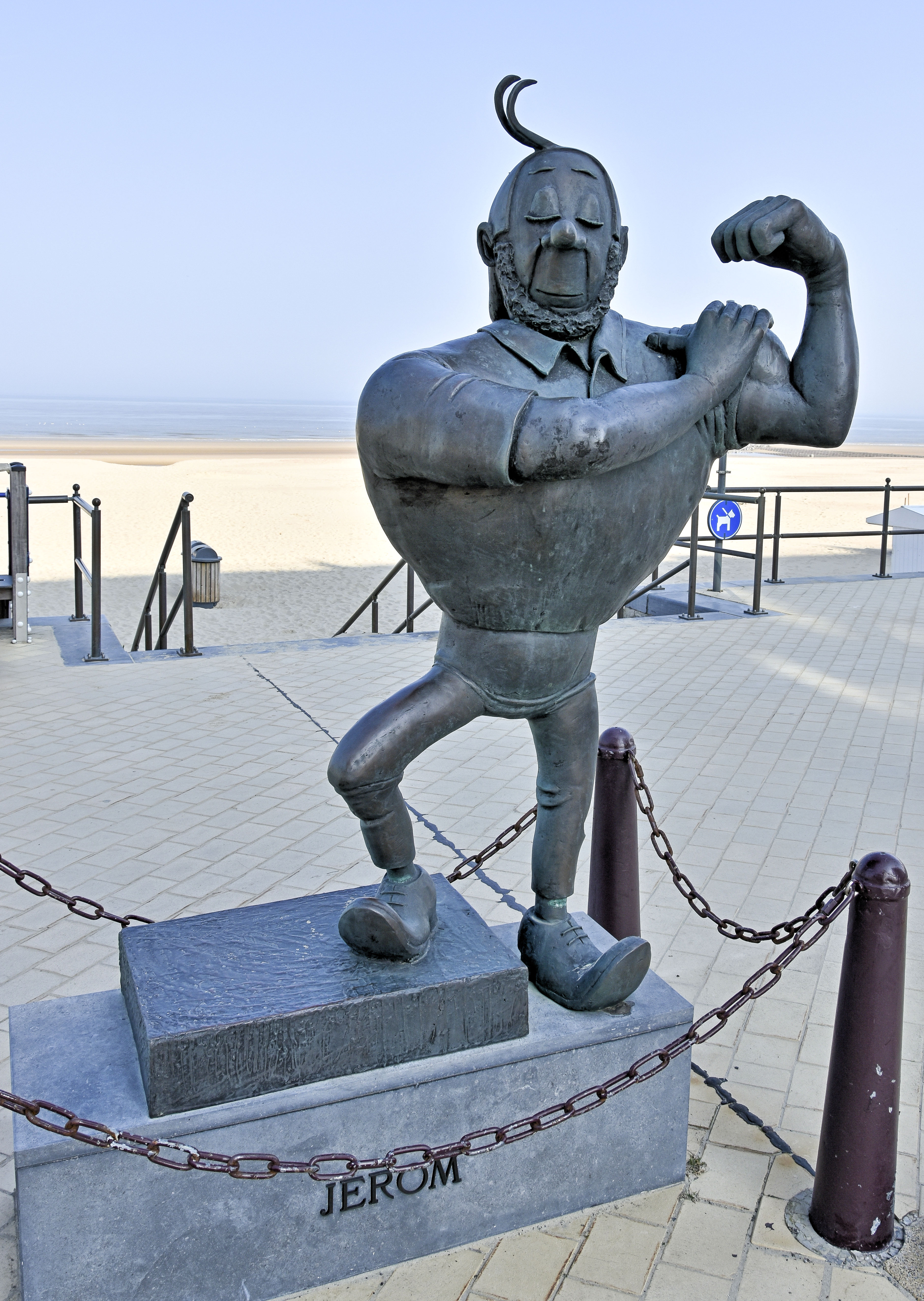
Jerom (Mol)
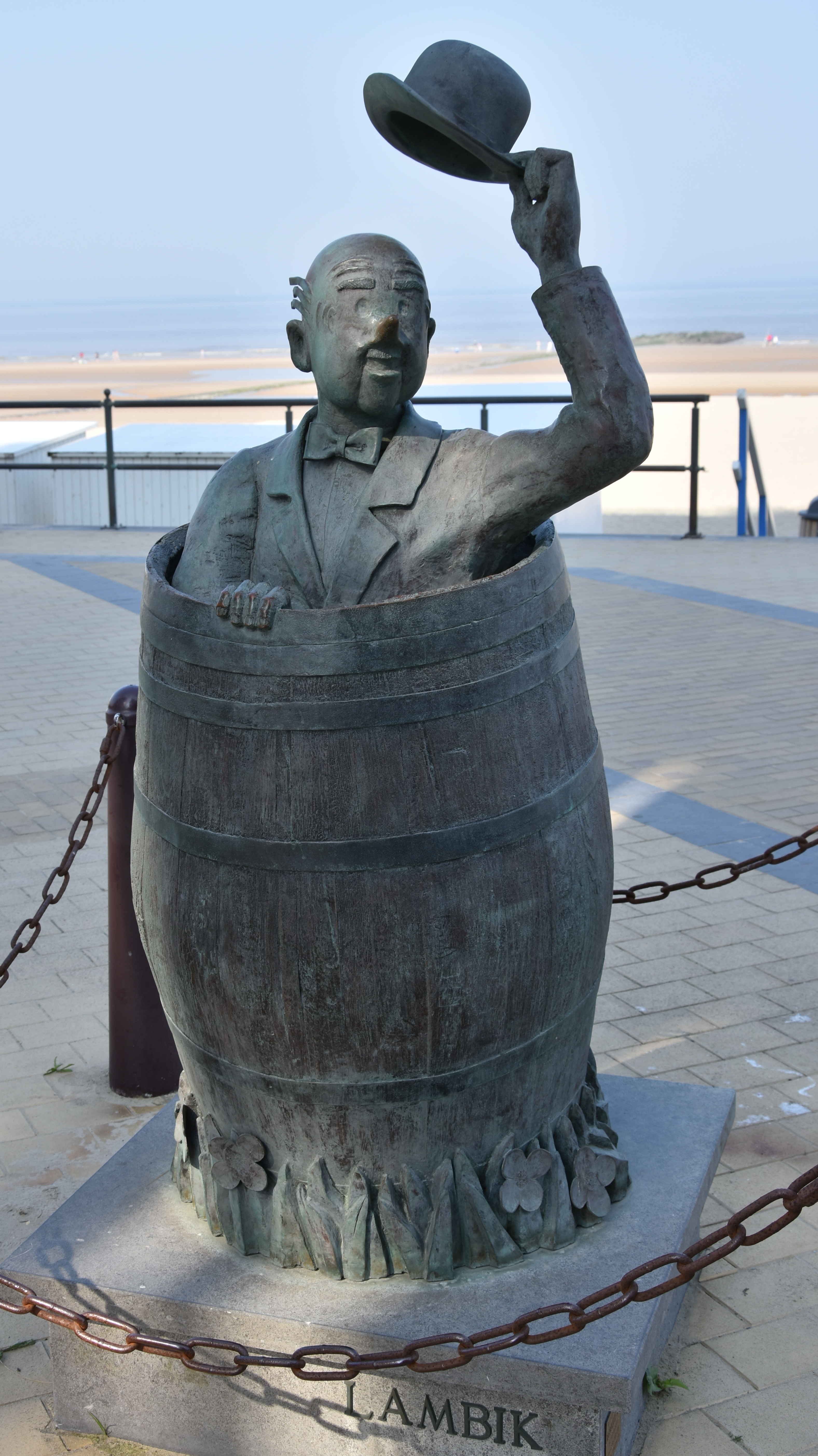
Lambik (Mol)
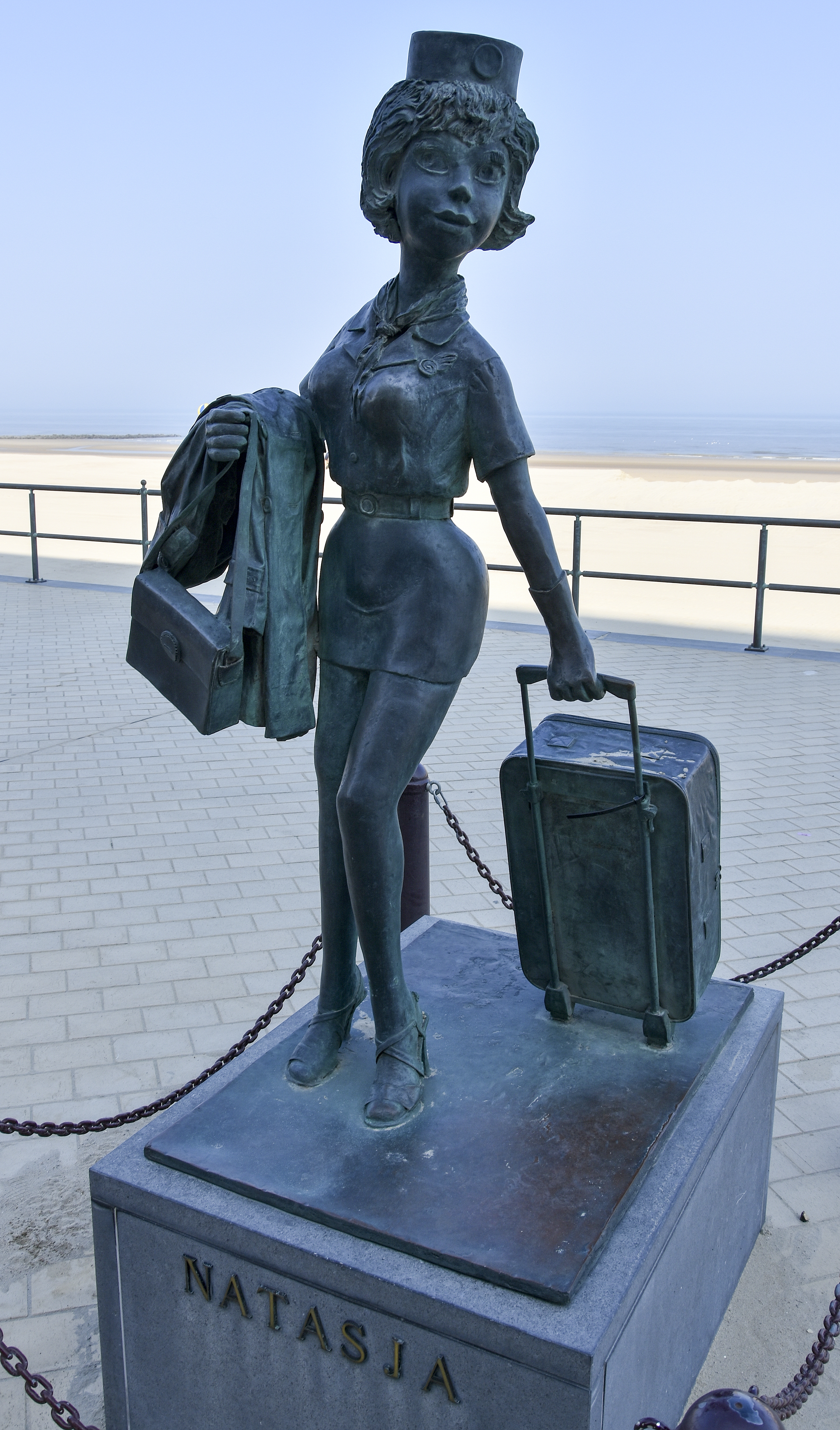
Natasja (Mol)
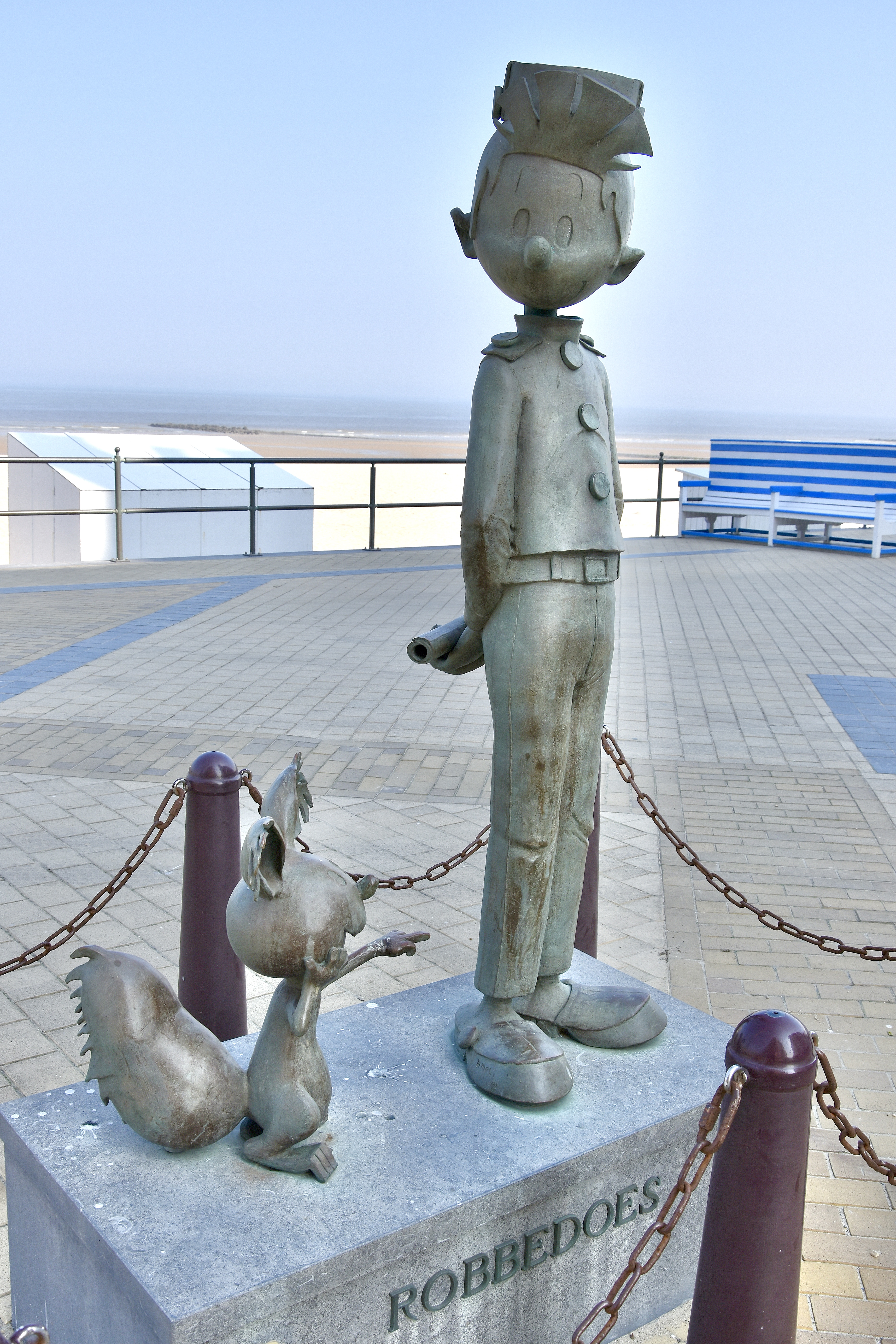
Robbedoes en Spip (Mol)
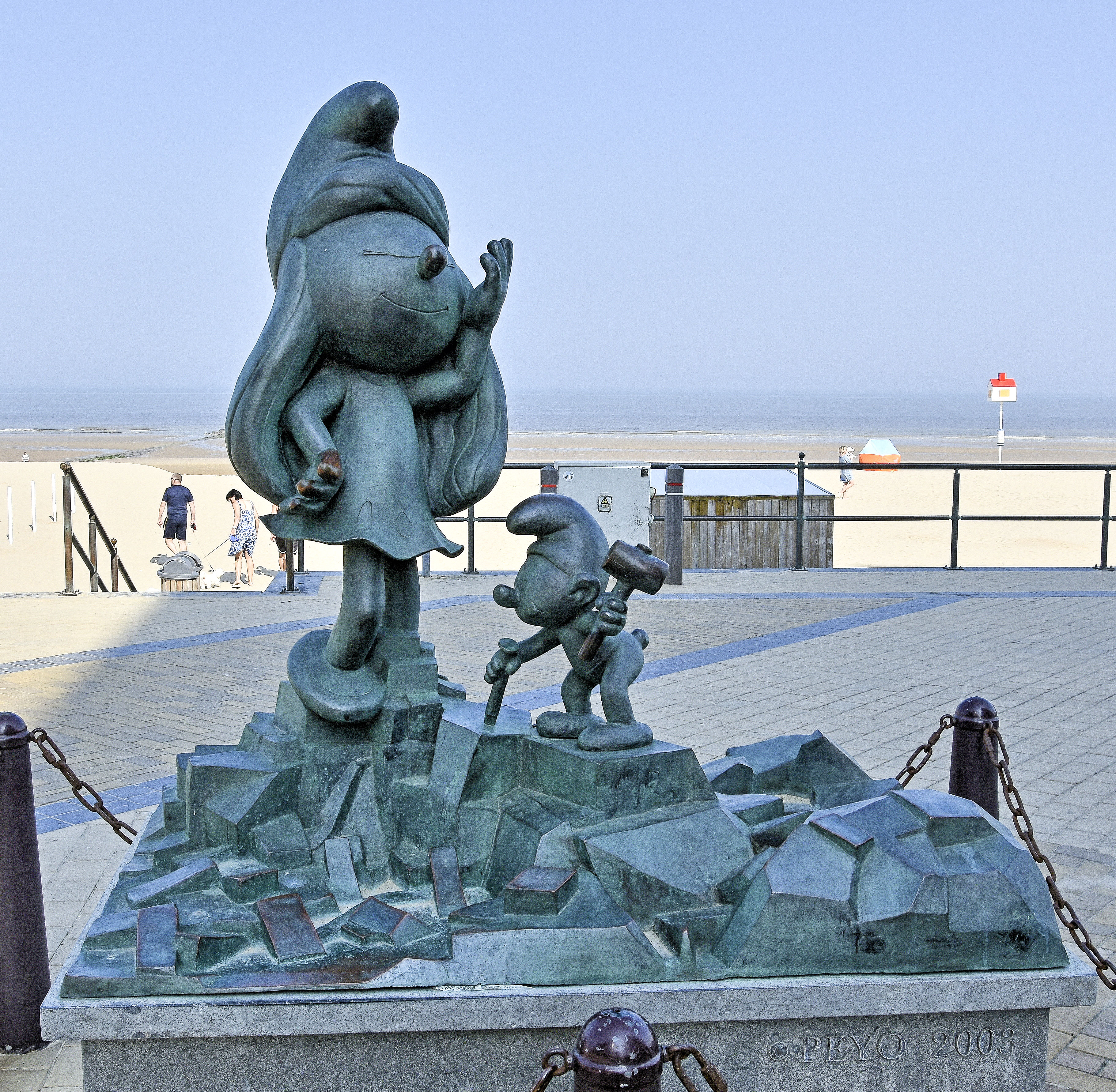
Smurfin en Potige Smurf (Mol)
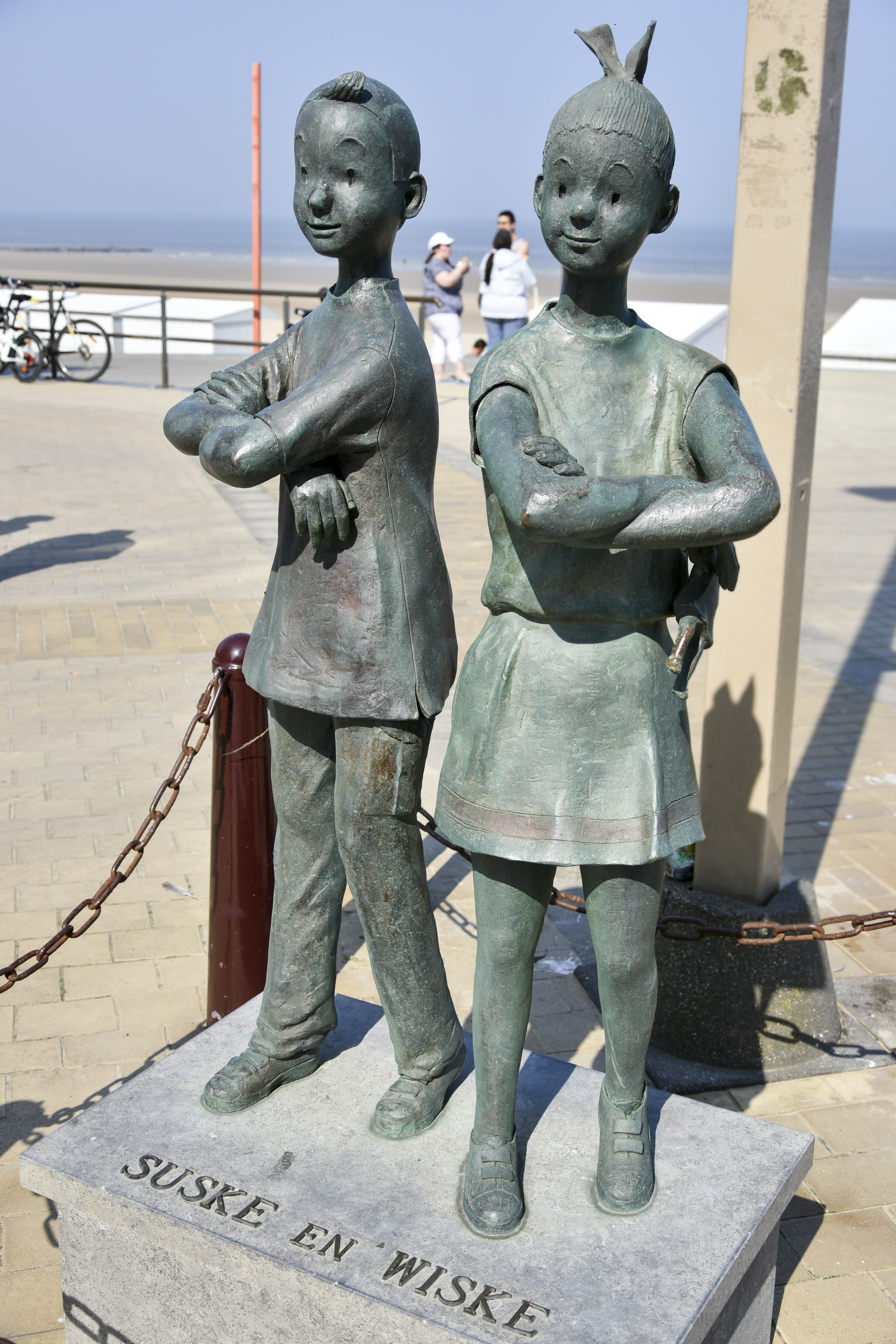
Suske en Wiske (Mol)
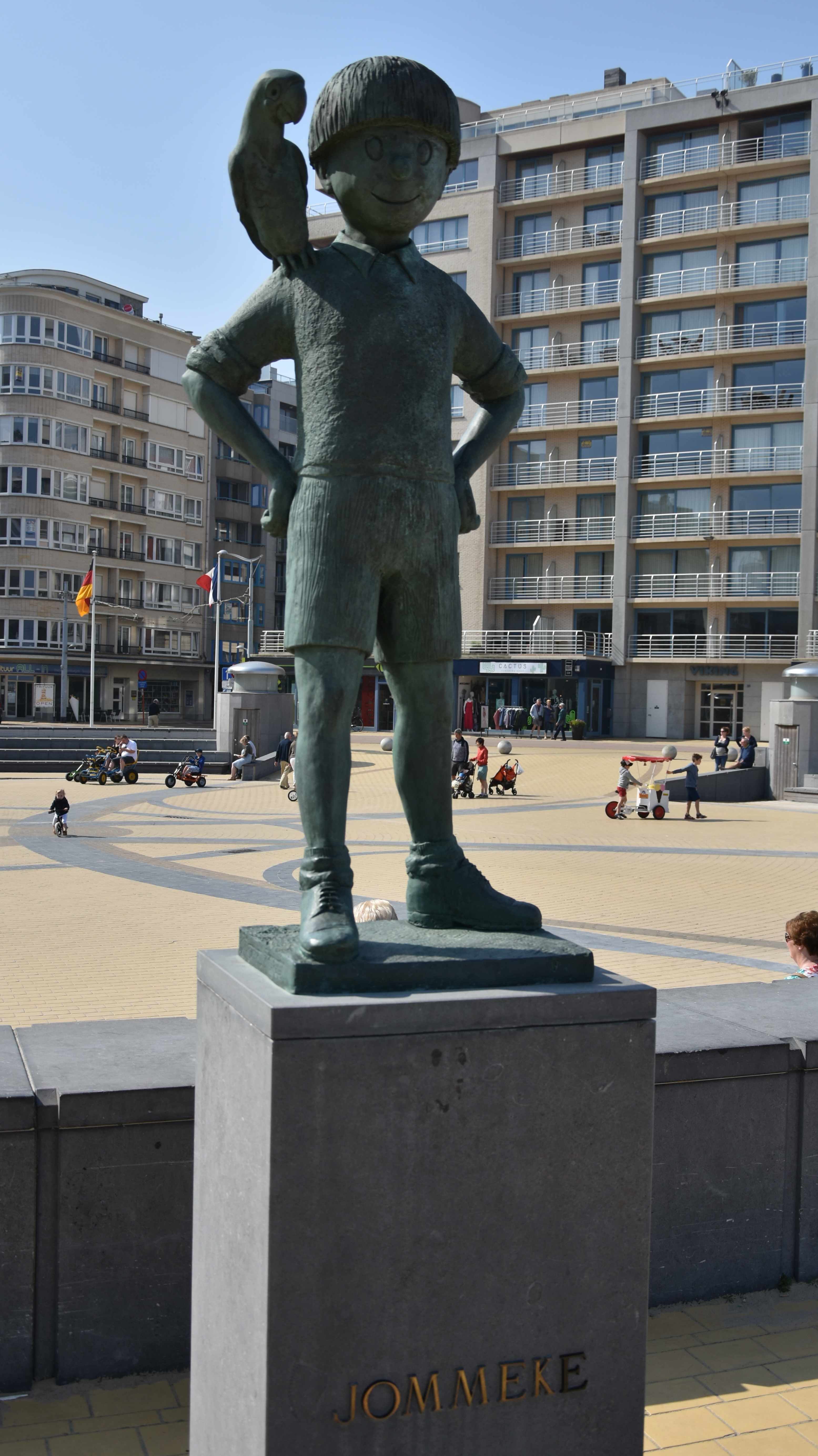
Jommeke en Flip (Peirsman)